# Sládkovičovo
Sládkovičovo (węg. Diószeg) – miasto w południowo-zachodniej Słowacji w kraju trnawskim, liczy 5,5 tys. mieszkańców (2011).
Miasto zamieszkują Słowacy i Węgrzy. Pierwsza pisemna wzmianka o tej miejscowości pochodzi z roku 1252.